# Rules of Engagement (Stargate SG-1)
Rules of Engagement (Reglas de Combate en Latinoamérica, Reglas de Batalla en España) es el noveno episodio de la tercera temporada de la serie de televisión de ciencia ficción Stargate SG-1, y el quintuagesimo tercer capítulo de toda la serie.

## Trama
El SG-1 se encuentra explorando un planeta desconocido cuando se topa con un enfrentamiento entre soldados SG y Jaffa. Cuando intentan ayudar los soldados, estos les disparan, aparentemente matándolos. Después de un tiempo, recobran el conocimiento y descubren que en realidad los soldados son un equipo en entrenamiento de jóvenes esclavos y Jaffa, para servir a los Goa'uld. Las armas que usan, llamadas "Intar", no matan, solo provocan una pérdida de conciencia momentánea, que imita la sensación de muerte. Estos “juegos de guerra” están diseñados para batallas Goa'uld, pero fueron modificados por Apophis para infiltrar el SGC. Pronto ocurrirá el reto final, en el que se usaran armas reales y se decidirá quienes invadirán la Tierra. Debido a la presencia de Teal'c, los soldados de Apophis creen que el SG-1 es un equipo de maestros que revisan el progreso del entrenamiento. Ellos no saben que Teal'c es un traidor, y que Apophis está muerto. Mientras analizan la situación y siguen buscando sus armas, el SG-1, llama al SGC para informar lo sucedido. Luego durante otro juego de guerra, el Capitán Rogers (líder del campamento SG) es herido y el equipo lo trae a la Tierra para ayudarlo, además de convencerlo que Apophis no es un Dios y está muerto. Lo consiguen al mostrarle el vídeo de los últimos momentos de Apophis en la base. Ahora con su ayuda, muestran la misma grabación a los demás soldados, que ya han iniciado el reto final. Al conocer la verdad los soldados se disuelven y deciden volver a sus mundos de origen.

## Artistas invitados
- Aaron Craven como el Capitán Kyle Rogers.
- Dion Johnstone como el Capitán Nelson.
- Jesse Moss como el Teniente J. Hibbard.
- Peter Williams como Apophis.
- Teryl Rothery como la Dra. Janet Fraiser.